# Kais (Khenchela)
Kais (în arabă قايس) este o comună din provincia Khenchela, Algeria.
Populația comunei este de 34.383 de locuitori (2008).